# Architecture d'intérieur
 (mars 2021).
Si vous disposez d'ouvrages ou d'articles de référence ou si vous connaissez des sites web de qualité traitant du thème abordé ici, merci de compléter l'article en donnant les références utiles à sa vérifiabilité et en les liant à la section « Notes et références ».
 (janvier 2024).
La mise en forme du texte ne suit pas les recommandations de Wikipédia : il faut le « wikifier ».
Les points d'amélioration suivants sont les cas les plus fréquents. Le détail des points à revoir est peut-être précisé sur la page de discussion.
- Les titres sont pré-formatés par le logiciel. Ils ne sont ni en capitales, ni en gras.
- Le texte ne doit pas être écrit en capitales (les noms de famille non plus), ni en gras, ni en italique, ni en « petit »…
- Le gras n'est utilisé que pour surligner le titre de l'article dans l'introduction, une seule fois.
- L'italique est rarement utilisé : mots en langue étrangère, titres d'œuvres, noms de bateaux, etc.
- Les citations ne sont pas en italique mais en corps de texte normal. Elles sont entourées par des guillemets français : « et ».
- Les listes à puces sont à éviter, des paragraphes rédigés étant largement préférés. Les tableaux sont à réserver à la présentation de données structurées (résultats, etc.).
- Les appels de note de bas de page (petits chiffres en exposant, introduits par l'outil «  Source ») sont à placer entre la fin de phrase et le point final[comme ça].
- Les liens internes (vers d'autres articles de Wikipédia) sont à choisir avec parcimonie. Créez des liens vers des articles approfondissant le sujet. Les termes génériques sans rapport avec le sujet sont à éviter, ainsi que les répétitions de liens vers un même terme.
- Les liens externes sont à placer uniquement dans une section « Liens externes », à la fin de l'article. Ces liens sont à choisir avec parcimonie suivant les règles définies. Si un lien sert de source à l'article, son insertion dans le texte est à faire par les notes de bas de page.
- La présentation des références doit suivre les conventions bibliographiques. Il est recommandé d'utiliser les modèles {{Ouvrage}}, {{Chapitre}}, {{Article}}, {{Lien web}} et/ou {{Bibliographie}}. Le mode d'édition visuel peut mettre en forme automatiquement les références.
- Insérer une infobox (cadre d'informations à droite) n'est pas obligatoire pour parachever la mise en page.

Pour une aide détaillée, merci de consulter Aide:Wikification.
Si vous pensez que ces points ont été résolus, vous pouvez retirer ce bandeau et améliorer la mise en forme d'un autre article.
L’architecture d'intérieur est la conception et l'aménagement d'espaces habités intérieurs fonctionnels, esthétiques et confortables et des objets liés à ces espaces.

## Description du métier

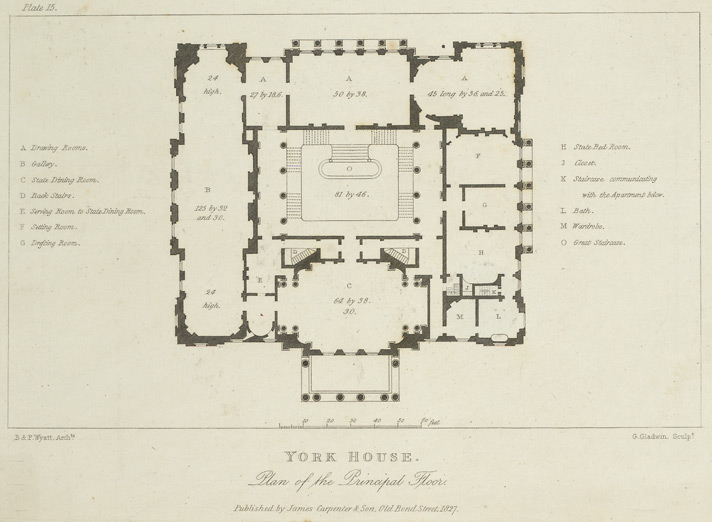
Plan d’un hôtel particulier (1827).

L’architecture d'intérieur procède des arts décoratifs. Celui-ci conçoit l'architecture à l'échelle intime de la vie quotidienne et l’inscrit dans les comportements domestiques, professionnels, culturels des Hommes.
Elle mène l’architecture à son terme, dans le détail rationnel et poétique, en jouant avec les espaces, la lumière, la couleur, le mobilier, les équipements, les objets et l’individualité de l’occupant, afin de créer des lieux non seulement opérationnels et confortables, mais qui reflètent aussi la personnalité du commanditaire.
Située dans cette perspective très spécifique, la pratique professionnelle est néanmoins structurée comme celle de l’architecture : le processus de conception et de réalisation des projets suit le même trajet.

## Le public et le privé
Dans l’architecture palatine, le concept du passage de la sphère publique à la sphère privée se dessine peu à peu. Des salons de réception — publics — ont pour objet de montrer aux visiteurs la richesse et la puissance du propriétaire. Une ou plusieurs antichambres ont pour objet de filtrer les « clients » et autres quémandeurs.
Sur le plan de l’hôtel d’Espinchal par Claude-Nicolas Ledoux, on remarque sur la gauche l'enfilade salon (publique), seconde antichambre (semi-publique) et antichambre (plus privée). Les appartements privés déroulent l'enfilade classique : chambre à coucher (où l’on peut recevoir ses intimes) avec la garde-robe adjacente, le cabinet (réservé au calme et au travail) et le boudoir (totalement privé ; notons la proximité avec les lieux « à l'anglaise »). L’escalier, souvent morceau de bravoure architectural et pièce centrale sinon principale des palais, est ici relégué au rôle utilitaire de jonction avec l'étage supérieur privé et n'est accessible depuis les pièces de réception que par un passage discret presque dérobé.

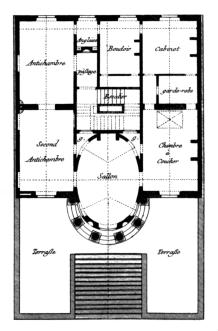
Plan de l'hôtel d'Espinchal par Claude Nicolas Ledoux.

Avec l’élévation du niveau de vie consécutif à la révolution industrielle, ce modèle nobiliaire séparant vie publique (réception) et privée (habitation) va être copié par la bourgeoisie puis la petite bourgeoisie pour devenir un standard.

## La chambre, du public au privé
La chambre contient le lit qui, à une époque où le mobilier est rare et consiste en quelques tabourets, quelques coffres, est le meuble le plus riche et le plus orné. C'est là qu'on reçoit ses hôtes. « Chambre » ne deviendra le synonyme de « chambre à coucher » que plus tard, vers la fin du XVIIIe siècle, à cause, précisément, de la présence de ce lit d'apparat alors qu'elle n'est qu'un dérivé du latin camera qui signifie « chambre ».
Lorsque le rang le permet, elle est précédée d'une salle d'audience pour recevoir les personnes de rang moindre. La « chambre » étant réservée alors aux personnes que l'on veut honorer, aux pairs, aux intimes. Symbole de ce changement de statut, le XVIIIe siècle crée l'alcôve (et ne cesse d'en parler dans la littérature libertine du temps). Le lit doit désormais se cacher et la chambre est un endroit où règne l'intimité.
L'enfilade antichambres/chambre peut être prolongée par les appartements (ce lieu où l'on se tient « à part »), ces pièces où se forme le sentiment de l'intimité et du privé. Ceux-ci, typiquement, sont constitués d'un boudoir (si ce sont les appartements de madame) ou d'une étude, d'une garde-robe où l'on s'habille, de lieux d'aisance où l'on se soulage et se lave. La salle de bains n'apparaît que plus tard, au XIXe siècle, avec le progrès industriel qui permet de produire canalisations et chauffe-eau.

## La cuisine, du domestique au public

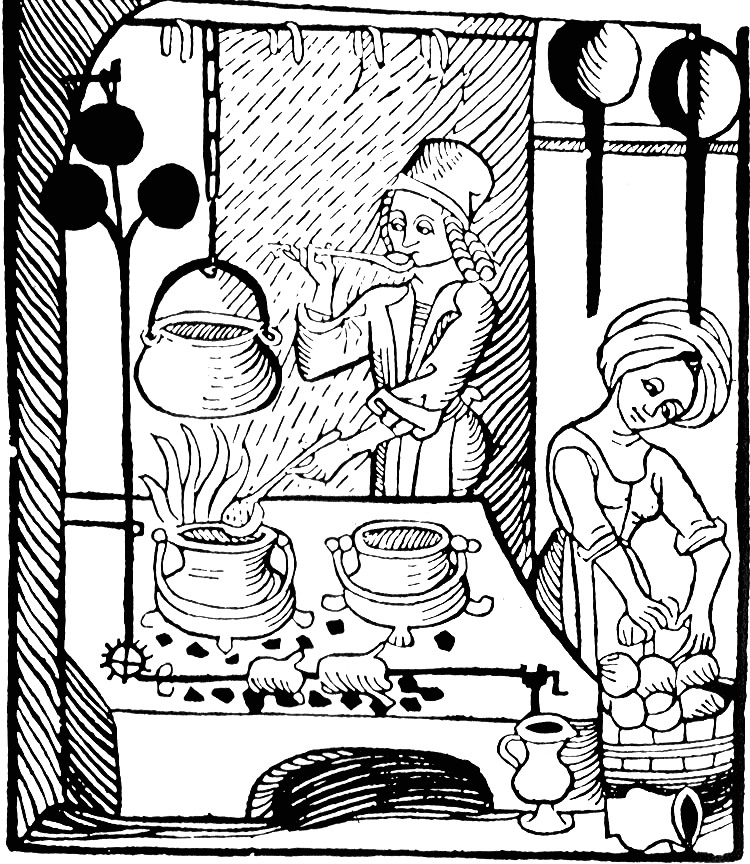
Cuisine au temps de la Renaissance en Allemagne.

L'évolution de la place de la cuisine dans l'architecture intérieure aide à comprendre les enjeux auxquels celle-ci doit faire face : reflet sociologique des usages du temps, soumis aux contraintes techniques.
Les exemples qui nous restent de cuisine, au Moyen Âge, témoignent de la peur des incendies : ce foyer qui chauffe et nourrit est aussi source d'un feu destructeur ; aussi les cuisines sont-elles séparées du corps de bâtiment principal et, comme le donjon défensif, sont en dur quand la plupart des maisons, hangars et autres bâtiments utilitaires sont en bois.
Si elles intègrent l'architecture intérieure des palais et châteaux, elles sont rarement mentionnées et décrites en tant que telles sur les plans par les architectes : elles sont de l'ordre du « commun » et ne valent pas la peine d'être mentionnées.
Sur le plan de l'hôtel d'Espinchal illustré ci-dessus, les cuisines sont sans doute situées en sous-sol et les domestiques montent les plats aux maîtres de maison qui déjeunent selon toute probabilité dans l'antichambre (lorsqu'il s'agit de repas privés) ou dans le salon (pour des réceptions plus publiques). La salle à manger est encore « flottante » et les repas souvent servis sur des tables à tréteaux facilement démontables. En tous les cas de figure, elle n'est pas indiquée sur le plan de cet hôtel particulier.

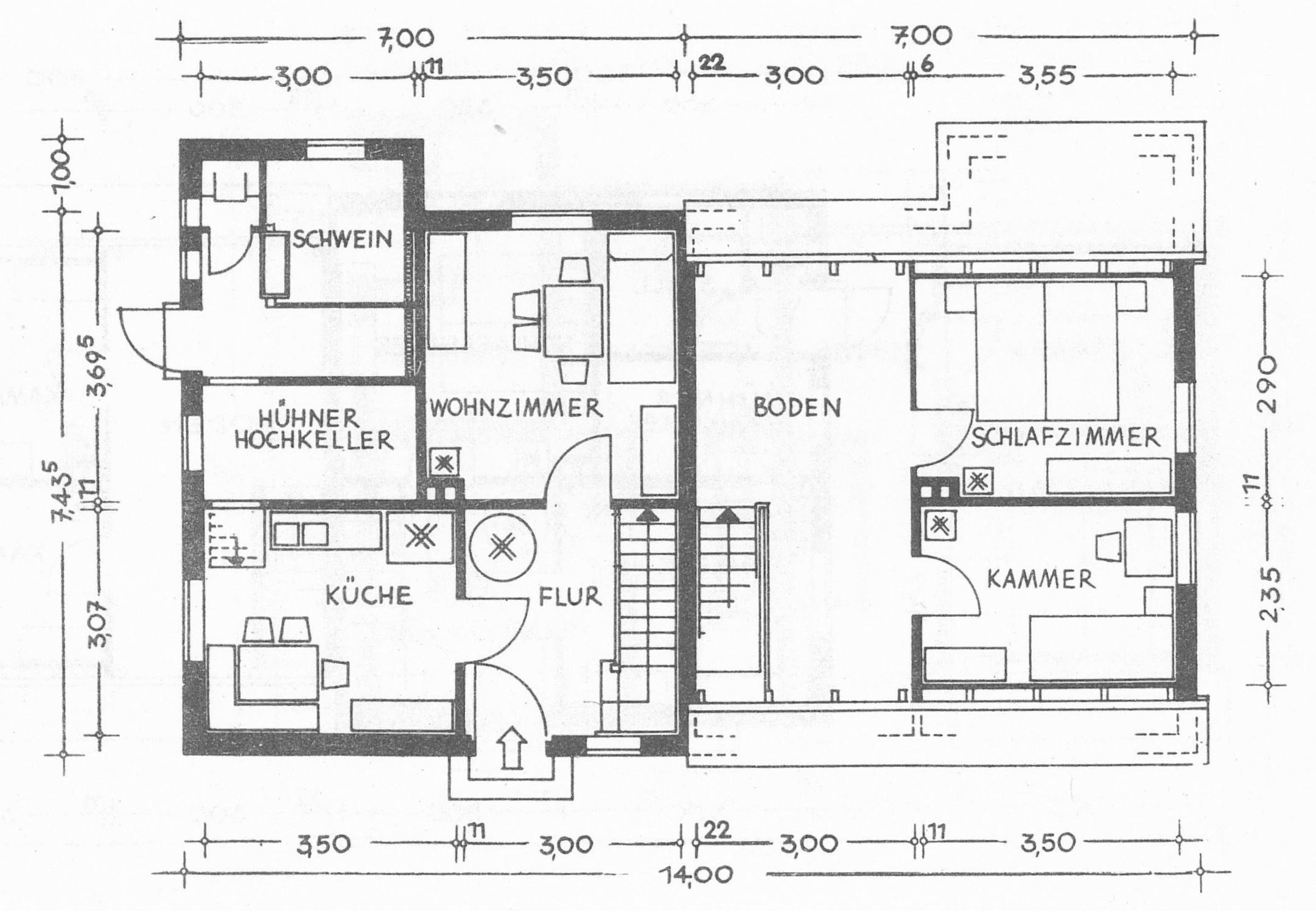
Maison ouvrière, 1951. La cuisine est adjacente à l'entrée.

Avec l'émergence de la bourgeoisie, au XIXe siècle, la cuisine apparaît sur les plans des maisons d'habitation. Mais dans l'articulation public/privé évoquée ci-dessus, elle fait partie de la sphère privée (on ne la montre pas) et quand le niveau de vie des propriétaires le permet, elle fait encore partie de la zone de la maison ou de l'appartement réservée aux domestiques.

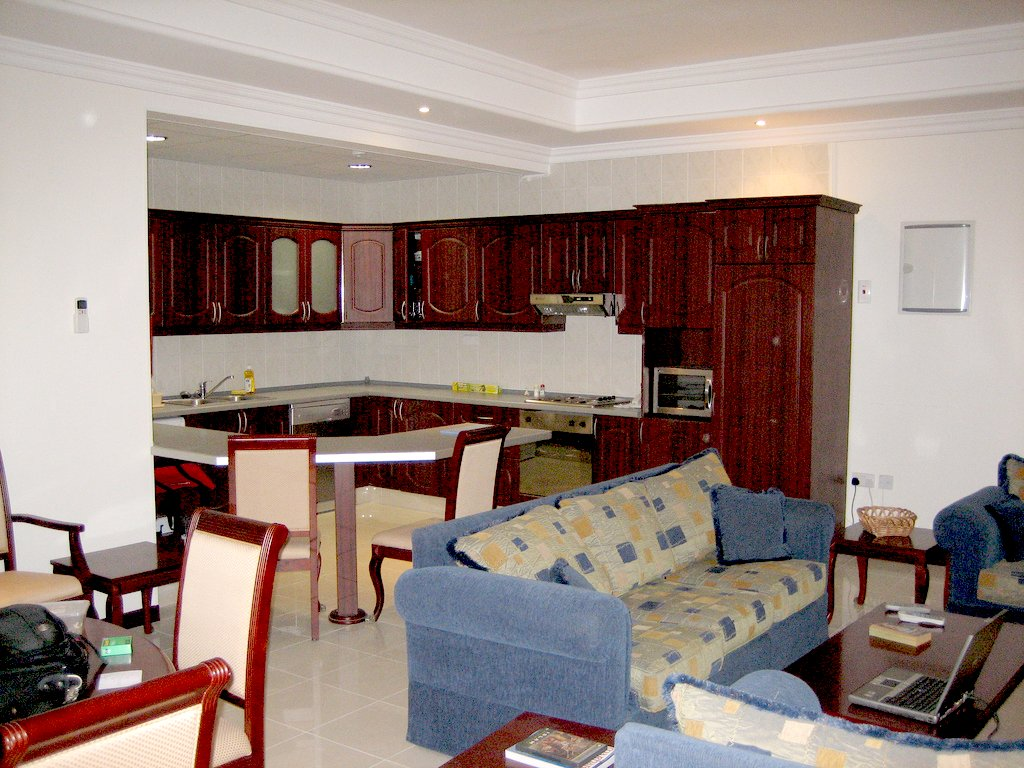
Cuisine américaine intégrée au salon.

C'est à partir de 1945, sous l'influence de l'American way of life, avec l'émergence de la femme active (la « bourgeoise » cesse d'être une femme dite au foyer), que la cuisine change. Les appareils électroménagers facilitent la vie de la ménagère. L'homme participe de plus en plus aux tâches de la vie de famille.
La cuisine qui était jusqu'alors rejetée dans un no man's land a droit de cité et entre dans la sphère du public et du montrable. Elle s'intègre dans l'espace public « par excellence » que sont le salon et la salle à manger, désormais scindés en un tout avec les cuisines dites à l'américaine qui donnent sur la salle de séjour.

## Professions
L'architecte d'intérieur se charge de la volumétrie, la réinterprétation, la réhabilitation, le travail de la lumière, la colorimétrie, le mobilier intégré, etc.
Pour intervenir sur l'existant, le gros œuvre et second œuvre, l’architecte d'intérieur, qui a un rôle de conseil auprès du maître d'ouvrage et de coordinateur lors de la maîtrise d'œuvre, peut s'occuper de tous les sujets et faire intervenir d'autres professionnels suivant la taille du projet et le degré d'expertise :
- l'ingénieur, dans le bureau d'études techniques, réalise les études structures, thermiques et/ou phoniques ou plus généralement des lots techniques ;
- le designer conçoit les objets décoratifs, le mobilier  ;
- le décorateur (ou décorateur ensemblier au théâtre) compose avec le mobilier, les textiles, la mise en couleur provenant de l'éditeur de produits, ceci sans travaux sur l'existant ;
- l'agenceur s'occupe de l'agencement de l'espace et la conception de mobilier sur mesure.
- le coloriste, élabore une cohérence entre l'environnement du bâtiment et son intérieur, les usages et les usagers. Il réalise des concepts de coloration issus d'études chromatiques du lieu d'implantation. Il travaille en étroite collaboration avec l'architecte afin d'être en accord avec son écriture architecturale. Le designer coloriste utilise la couleur comme un matériau de construction de l'espace.

Souvent des glissements s'opèrent entre ces différents métiers. Cela dépend des savoir-faire et compétences des acteurs. Tous ces métiers peuvent cohabiter dans une même agence.

## Formation

### En France
La formation d'architecte d'intérieur est certifiée par l'État (niveau 7, anciennement niveau 1, arrêté du 19 novembre 2013, publié au JO du 29 novembre 2013). 
Le titre d'architecte DESA anciennement DPLG ne peut être porté que pour les personnes titulaires d'un diplôme de troisième cycle d'architecture et inscrits à l'ordre des architectes.
L'UNAID est un syndicat professionnel patronal déclaré comme tel, regroupe des architectes d'intérieur, qui dispose de ce statut. Plusieurs écoles de formation professionnelle, comme CREAD Institut à Lyon sont conventionnées de l'UNAID.
La formation d'architecte d'intérieur regroupe des matières techniques, artistiques, philosophiques et sociologiques. 
Écoles d'enseignement supérieur public reconnues par le conseil français des architectes d'intérieur :
- École Boulle (Paris) ;
- École nationale supérieure des arts appliqués et des métiers d'art (ENSAAMA) Olivier de Serres (Paris) ;
- École supérieure des beaux-arts d'Angers (TALM) ;
- Institut supérieur des arts de Toulouse (ISDAT) ;
- École nationale supérieure des arts décoratifs (ENSAD) (Paris) ;

Écoles d'enseignement supérieur privé reconnues par le Conseil français des architectes d'intérieur :
- École Camondo (Paris et Toulon) ;
- École IFAT (Vannes) ;
- École supérieure d'arts graphiques Penninghen (ESAG) (Paris) ;
- École supérieure des arts modernes (ESAM design) (Paris) ;
- École française d'enseignement technique (EFET STUDIO CRÉA) (Paris) ;
- École Bleue (Paris) ;
- Ecole Hourdé - École supérieure des arts et techniques (ESAT) (Paris) ;
- Académie Charpentier (Paris) ;
- École supérieure d'architecture intérieure de Lyon (ESAIL - École Jean Cottin) (Lyon) ;
- École de design Nantes Atlantique ;
- Institut supérieur des arts appliqués (LISAA) (Paris) ;

### En Belgique
- Académie royale des beaux-arts de Bruxelles, section architecture d'intérieur et design (ESA ARBA)
- ESA AcT Académie des beaux-arts de Tournai, section architecture d'intérieur et mobilier design
- ENSAV La Cambre, section architecture d'intérieur et design d'environnement
- ESA Saint-Luc, section architecture d'intérieur
- CAD-Bruxelles, section architecture d'intérieur et design
- Arts² (anciennement ESAPV), Mons, section architecture d'intérieur et design

### En Suisse
École publique : 
- Head niveau HES (Haute école d'art et de design) (Genève)

Écoles privées :
- École idées HOUSE, école d’architecture d’intérieur et d’architecture et design, Lausanne ;
- Swiss Design Center, école d'architecture d'intérieur et de design (Lausanne). Reconnu par l'organisme mondial ICSID Conseil international des sociétés de design industriel et la SDA Swiss design association, plus grande association de designers en Suisse ;
- Athénaeum (Lausanne) avec reconnaissance auprès de l'organisme EDUCA ;
- Design Formations (Nyon) formation à distance sans reconnaissance fédérale.

## Réglementation en France
Malgré des diplômes de l'éducation nationale et des titres du RNCP, aucun diplôme en France n'est obligatoire pour exercer cette profession à ce jour. Aucun texte de loi ne règlemente et ceux généralement mis en avant, concernent souvent la profession d'architecte DE/DPLG. Toutefois l'exercice du métier nécessite des compétences techniques importantes, une assurance décennale obligatoire comme l'indique l'article 1792-2 du Code-Civil, une maitrise de toutes les phases du projet, une expérience de la maitrise d'œuvre.

## Rémunération
Le mode de rémunération des architectes d’intérieurs est semblable à celui des architectes DPLG. Traditionnellement, les missions d’expertise et de conseil sont facturées à l’heure ou sur une base forfaitaire variable. Les missions complètes comprenant conception et suivi de chantier sont facturées en pourcentage du montant total des travaux, celui-ci étant variable selon la taille du chantier et la renommée de l’architecte.